# النادي الرياضي الصفاقسي (كرة اليد)
النادي الرياضي الصفاقسي لكرة اليد ، هو ناد رياضي تونسيّ تأسس سنة 1962. يعتبر أكبر الأندية الرياضية لمدينة صفاقس وأكثرها شعبية على الإطلاق. يعد فريق كرة اليد للنادي من المتراهنين التقليديين على لقب البطولة

## تاريخ النادي

### التّأسيس
جرت محاولات عديدة لتأسيس فريق رياضي  في مدينة صفاقس في أوائل القرن العشرين وبعد فشل محاولتين سنتي 1958و 1959   أخيرحصل  النادي الرياضي الصفاقسي لكرة اليدعلى رخصة لنشاط النادي سنة 1960

### التطور
صعد النادي إلى ما كان يعرف بالقسم الشرفي سنة 1960، ثمّ نجح في الصّعود إلى القسم الأوّل سنة 1966، ثم نزل مباشرة للقسم الثاني بعد حصوله على المركز  13 و الأخيرة في بطولة  وغابة عن القسم الأول لمدة عشرة سنوات   و ثمّ نجح في الصّعود إلى القسم الأوّل لثاني مرة في تاريخه سنة  1977 وحلة المركز الثامن ب 46 نقطة و ثم نزل القسم الثاني سنة 1992 و غابة النادي الرياضي الصفاقسي لكرة اليد عن ملاعب حتي الآن 

## السجل الذهبي
منذ تأسيسه تمكن النادي الصفاقسي  لكرة اليد من الحصول على أفضل مرتبة في تاريخه هي المركز الثامن و عدد مشاركته في الدرجة الأولى  11 مشاركة 

## أبرز اللاعبين القدامى
| - كمال الوكيل - مختار المعزون - محمد القلسي - الصحبي المضيوفي - فاخر سحنون - ماهر العروسي - ثامر ملاك - حمادي خماخم - مراد خماخم - جلال هماني - محمد خماخم - الهادي لوكيل - حاتم بن صالح - الحبيب الفقي - جلال هماني - فتحي بوشعالة - خالد فاضل - أحمد الجواشي - حسان البجاوي - لطفي السعيدي |